# Veddige sogn
Veddige sogn i Halland var en del af Viske herred. Veddige distrikt dækker det samme område og er en del af Varbergs kommun. Sognets areal var 81,33 kvadratkilometer, heraf land 77,07. I 2020 havde distriktet 3.390 indbyggere. Landsbyen Veddige ligger i sognet.
Navnet (1337 Vighøger) består af to dele. Den anden del stammer fra 'høg' (gravhøj). Den første del kommer muligvis fra 'víg' (strid). Befolkningen steg fra 1810 (1.319 indbyggere) til 1870 (2.376 indbyggere). Derefter faldt den, så der i 1960 var 1.739 indbyggere i Veddige. Siden er befolkningen steget hurtigt.
Der er et naturreservat i sognet: Hjørne naturreservat